# Arthur De Sloover
Arthur Anne-Marie Thierry De Sloover (Kortrijk, 3 mei 1997) is een Belgisch hockeyer. 

## Levensloop
De Sloover werd op 4-jarige leeftijd actief in het hockey bij Saint-Georges HC uit Kortrijk. Aldaar kwam hij reeds op zijn vijftiende in het eerste team. Enige tijd later maakte hij de overstap naar Royal Beerschot THC. In 2022 ging de verdediger bij het Nederlandse Oranje-Rood aan de slag.
In 2018 werd De Sloover met de Belgische ploeg wereldkampioen door in de finale Nederland te verslaan. Tijdens de Olympische Spelen van 2020 won hij met de Red Lions de gouden medaille.
Zijn zus, beide ouders en grootvader zijn/waren eveneens actief in het hockey, evenals zijn nicht Alix Gerniers. Oud Belgisch hockeyer Corneille Wellens was getrouwd met een nicht van zijn overgrootvader Jules De Sloovere.
De Sloover won in 2019 de prijs van mannelijk talent bij de FIH Player of the Year Awards en in 2022 nam hij deel aan Marble Mania op VTM.